# Rock and Roll Over
Rock and Roll Over es el quinto álbum de estudio de la banda estadounidense Kiss, lanzado en 1976. El disco marcó un retorno al sonido fuerte y básico que caracterizó sus tres primeros trabajos. El álbum fue acompañado de la gira Rock and Roll Over Tour continuando así, con el ascenso vertiginoso de popularidad que la banda estaba teniendo.
Fue certificado "Platino" el 5 de enero de 1977, cuando alcanzó 1 000 000 de copias vendidas.

## Lista de canciones
| Lado 1 |                    |                            |               |          |  |
| N.º    | Título             | Escritor(es)               | Voz principal | Duración |  |
| 1.     | «I Want You»       | Paul Stanley               | Paul Stanley  | 3:04     |  |
| 2.     | «Take Me»          | Paul Stanley, Sean Delaney | Paul Stanley  | 2:57     |  |
| 3.     | «Calling Dr. Love» | Gene Simmons               | Gene Simmons  | 3:44     |  |
| 4.     | «Ladies Room»      | Gene Simmons               | Gene Simmons  | 3:27     |  |
| 5.     | «Baby Driver»      | Peter Criss, Stan Penridge | Peter Criss   | 3:39     |  |

| Lado 2 |                          |                            |               |          |  |
| N.º    | Título                   | Escritor(es)               | Voz principal | Duración |  |
| 1.     | «Love 'Em And Leave 'Em» | Gene Simmons               | Gene Simmons  | 3:46     |  |
| 2.     | «Mr. Speed»              | Paul Stanley, Sean Delaney | Paul Stanley  | 3:18     |  |
| 3.     | «See You In Your Dreams» | Gene Simmons               | Gene Simmons  | 2:34     |  |
| 4.     | «Hard Luck Woman»        | Paul Stanley               | Peter Criss   | 3:36     |  |
| 5.     | «Makin' Love»            | Paul Stanley, Sean Delaney | Paul Stanley  | 3:14     |  |

### Reedición
La reedición en vinilo del año 1980 en España (Cat# 63 99 060) tiene las caras del disco intercambiadas, con lo cual el disco comienza con "Love 'Em And Leave 'Em" y termina con "Baby Driver". Obviamente, para escuchar el disco en el orden correcto es necesario reproducir primero la cara B y luego la cara A.

## Personal
- Gene Simmons - Bajo, voz, coros, guitarra rítmica en "Ladies Room"
- Paul Stanley - Guitarra rítmica, voz, coros, primer solo de Guitarra en "I Want You", guitarra acústica
- Ace Frehley - Guitarra líder, coros
- Peter Criss - Batería, voz, coros.